# Allegro (Bibliothekssoftware)
allegro ist eine Software für Bibliothekskataloge, ein bibliothekarisches Datenbanksystem, das von Juli 1980 bis Dezember 2015 von der Universitätsbibliothek Braunschweig entwickelt und durch das Niedersächsische Ministerium für Wissenschaft und Kultur gefördert wurde. Im Anschluss läuft die Entwicklung extern weiter, auf Grundlage offener Quellen.

## Eigenschaften
allegro ist ein autonomes, plattformunabhängiges (MS-DOS, UNIX, Solaris, Linux, MS Windows von NT an aufwärts), satzorientiertes Datenbanksystem, das 1988 mit der Versionsnummer 8.5 erstmals veröffentlicht wurde und mittlerweile von vielen Bibliotheken eingesetzt wird.
Ursprünglich wurde allegro in der Programmiersprache C geschrieben und ist daher auch unter dem Namen allegro-C bekannt. Seit 1996 basiert allegro auf einer in C++ geschriebenen Klassenbibliothek. allegro ist ein Paket von Anwendungsprogrammen mit Namen wie presto, index, update, a99, das seit 1995 durch das Client-Server-System avanti ergänzt wird.
Eine Eigenschaft, die allegro-C von anderen renommierten Bibliotheksprogrammen unterscheidet, ist die hohe Flexibilität und Anpassungsfähigkeit der Software, die durch den Einsatz von proprietären Skriptsprachen zustande kommt. Deshalb wird allegro-C oft in Spezialbibliotheken und zur Katalogisierung von Sondersammlungen eingesetzt. Sowohl die British Library als auch die Bodleian Library verwenden allegro-C zur Erschließung ihrer orientalischen Sammlungen.
Allegro kann kostenlos heruntergeladen und genutzt werden. Das Softwarepaket umfasst alF, die allegro-Ausleih-Funktionen, ORDER, die allegro Bestellverwaltung, die Zeitschriftenverwaltung ZAboM sowie Web-Anbindungsprogramme wie PHPAC, eine PHP-Schnittstelle, das Paket a35, ein plattformunabhängiges Programm zur Nutzung von allegro-Datenbanken im Netz.
Die größte allegro- Datenbank ist der „Verbundkatalog maschinenlesbarer Daten deutscher Bibliotheken“ (VK) mit etwa 15 Millionen Datensätzen. Zahlreiche namhafte Bibliotheken verwalten und präsentieren online ihre Bestände über die Software.
Ab Mai 2011 wurden die Quelltexte (C und C++) der Klassenbibliothek freigegeben.
Weiterhin wurde auf Grundlage des OpenSource-Pakets Vufind ein neuer Web-OPAC für allegro-Daten erstellt.
Es gibt auch allegro-Mobilanwendungen mit a35 – diese sind für zwei Varianten optimiert, für Tablets und Smartphones (Beispieldatenbanken sind u. a. bolero – Klassiksammlung, Datenbank Vegetationsökologie, Demo OPAC UB Braunschweig, …). Als Grundlage dienen HTML5, JS, jQuery, CSS, PHP, JOB-Flex.

## Zukunft
Mit dem Eintritt des Projektbetreuers Bernhard Eversberg in den Ruhestand Ende 2015 ergab sich eine Änderung der Zuständigkeiten. Die Entwicklung läuft extern weiter. Die vollständigen Quellprogramme sind seit Dezember 2012 frei als Open Source unter Apache-Lizenz. Das System ist frei von Fremdkomponenten und bleibt daher lauffähig bis zum Ende der Windows- und Linux-Zeit.
Eversberg betreibt auf einem anderen Server unter dem Namen allegro-c-support ein weiterentwickeltes Angebot, darunter die letzte Version (2022). Insbesondere weiterentwickelt wurden der Umgang mit RDA- und MARC21-Daten sowie auch die Laufeigenschaften unter Windows 10. Ferner werden aktualisierte Dokumentationen, Parameterdateien und Skripte für Web-Anwendungen angeboten.